# Campeonato salvadoreño 1955
El Campeonato salvadoreño de fútbol 1955 fue el sexto torneo de la Primera División de El Salvador de fútbol profesional salvadoreño en la historia.

## Desarrollo
En esta edición del año 1955, contó con la adición de dos equipos de la Segunda División, que en este caso fueron Asturias Municipal y la Juventud Olímpica.
El campeón de esta edición fue el Ballet Azul del Atlético Marte obteniendo su primer título. El subcampeón fue el Dragón.
También en esta edición empezó el descenso por tabla.

## Equipos participantes
| Club               | Ciudad       | Departamento |
| ------------------ | ------------ | ------------ |
| Atlético Marte     | San Salvador | San Salvador |
| Asturias Municipal | Desconocido  | Desconocido  |
| Dragón             | San Miguel   | San Miguel   |
| FAS                | Santa Ana    | Santa Ana    |
| Independiente      | San Vicente  | San Vicente  |
| Juventud Olímpica  | Acajutla     | Sonsonate    |
| Leones             | Sonsonate    | Sonsonate    |
| Luis Ángel Firpo   | Usulután     | Usulután     |
| 11 Municipal       | Ahuachapán   | Ahuachapán   |
| Santa Anita        | Santa Ana    | Santa Ana    |

## Tabla de posiciones
| Pos.         | Equipos            | PJ  | PG | PE | PP | GF  | GC  | Dif. | Pts. |
| ------------ | ------------------ | --- | -- | -- | -- | --- | --- | ---- | ---- |
| 1.           | Atlético Marte     | 18  | 14 | 2  | 2  | 51  | 25  | 26   | 30   |
| 2.           | Dragón             | 18  | 11 | 2  | 5  | 50  | 31  | 19   | 24   |
| 3.           | 11 Municipal       | 18  | 8  | 6  | 4  | 34  | 25  | 9    | 22   |
| 4.           | Santa Anita        | 18  | 10 | 1  | 7  | 40  | 25  | 15   | 21   |
| 5.           | Independiente      | 18  | 6  | 3  | 9  | 24  | 33  | -9   | 15   |
| 6.           | Luis Ángel Firpo   | 18  | 6  | 2  | 10 | 29  | 29  | 0    | 14   |
| 7.           | FAS                | 18  | 5  | 4  | 9  | 31  | 35  | -4   | 14   |
| 8.           | Leones             | 18  | 6  | 2  | 10 | 29  | 49  | -20  | 14   |
| 9.           | Juventud Olímpica  | 18  | 6  | 1  | 11 | 31  | 45  | -14  | 13   |
| 10.          | Asturias Municipal | 18  | 5  | 3  | 10 | 25  | 47  | -22  | 13   |
| Equipos 1955 | Equipos 1955       | 180 | 77 | 26 | 77 | 344 | 344 | 0    | 180  |

|  |             |
|  | Campeón.    |
|  | Descendido. |

| Campeón                  |
| Atlético Marte 1° Título |